# Всё о Золушке
«Всё о Зо́лушке» — мюзикл на музыку Раймонда Паулса при участии группы «СЛОТ», либретто Сергея Плотова, слова Сергея Плотова и Дмитрия Быкова. Поставлен театральной компанией АНО «Театр мюзикла». Мировая премьера состоялась 22 октября 2014 года в «Театре мюзикла» в Москве, Россия.

## История
Изначально мюзикл «Всё о Золушке» задумывался как детский спектакль, режиссёром назначили Дмитрия Астрахана. Художественный руководитель театра Михаил Швыдкой лично попросил Раймонда Паулса написать музыку к постановке. Над пьесой же работал Дмитрий Быков, но после нескольких репетиций театр от неё отказался. К тому времени вся партитура в джазовом ключе уже была слита с текстами, а на рекламных билбордах театра значилась премьера мюзикла под названием «Золушка 18+». В связи с заменой либретто музыкальный материал с разрешения Паулса был отдан на обработку группе «СЛОТ». Её участники Сергей Боголюбский и Дария Ставрович дописали несколько композиций. Также в проект были приглашены другие деятели, которые приступили к разработке идеи Быкова: с июня 2014 года режиссёром и хореографом постановки становится Олег Глушков, сценографом — Вадим Воля, художником по костюмам — Ольга-Мария Тумакова. Эта команда создателей вдохновлялась работами Тима Бёртона.
Презентация мюзикла для прессы прошла 15 октября 2014 года. На ней журналистам показали несколько номеров и рассказали историю возникновения постановки. Мировая премьера состоялась в «Театре мюзикла» 22 октября. В основной состав труппы вошли: Ксения Ларина (Золушка), Денис Котельников (Дровосек), Оксана Костецкая (Крёстная), Елена Моисеева (Мачеха), Карина Арбельяни (Изольда), Виктория Пивко (Снежанна), Максим Заусалин (Король), Андрей Вальц (Лесничий), Марат Абдрахимов (Мышиный король/Шут) и другие.
Постановка получила положительные отзывы и вскоре стала популярной. Тексты персонажей зрители унесли в народ в виде крылатых фраз. Всё это сделало мюзикл хитом четвёртого театрального сезона «Театра мюзикла». В связи с этим компания впервые к своей постановке выпускает саундтрек и другую сувенирную продукцию.
3 ноября 2015 года были объявлены номинанты на национальную театральную премию «Золотая маска». Мюзикл «Всё о Золушке» получил семь номинаций в шести категориях, став лауреатом одной награды.

## Сюжет

### Акт I

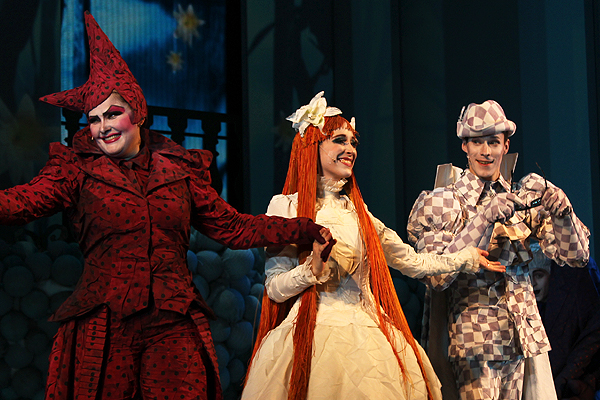
Артисты мюзикла: Елена Моисеева (Мачеха), Ксения Ларина (Золушка) и Денис Котельников (Дровосек).

31 декабря. Королевский лес. Ёлки высказывают желание быть украшением Новогоднего королевского бала, но только одна из них может быть удостоена звания «звезды» и быть срубленной самим принцем («Зимний лес»). Их разговор прерывает монолог Дровосека, в котором он рассуждает о любви и девушках, желающих выходить замуж за принцев, а не за обычных дровосеков («Ария Дровосека»). Выбрав ёлку, Дровосек начинает её рубить, но процесс прерывает неожиданно появившийся Лесничий. Он называет Дровосека браконьером и сообщает, что в Королевском лесу деревья могут рубить только члены королевской семьи. Между Дровосеком и Лесничим завязывается борьба. Парню удаётся бежать, но в руках Лесничего остаётся его перчатка.

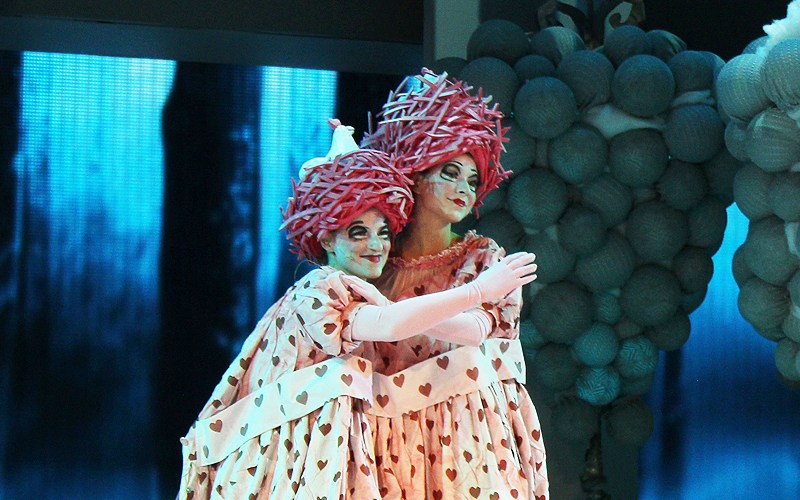
Виктория Пивко (Снежанна) и Карина Арбельяни (Изольда).

В это время Золушка занимается уборкой дома. Ей помогают мыши в благодарность за то, что однажды она спасла Мышиного короля от кота. Девушка мечтает попасть на бал, увидеть принца и станцевать с ним хотя бы один танец («Вальс Золушки»). Также рассуждает: смог бы принц полюбить такую простую девушку, как она? Мыши, не раз бывавшие в королевском дворце, отрицают такую возможность. Их беседу прервал приход сводных сестёр Золушки — Снежанны и Изольды. Они просят сшить им платье для бала. Золушка при помощи мышей выполняет их запрос («Дуэт сестёр»).
Затем появляется Мачеха со своими помощниками. Золушка сообщает ей о желании поехать на бал, но той эта идея не понравилась («Стратегия»). С работы возвращается Лесничий. Он рассказывает о встрече с браконьером и показывает семье его перчатку. Золушка забирает её себе. Чтобы избавить падчерицу от мыслей о развлечениях, Мачеха нагружает её делами по дому: пересчитать зерно, почистить медную посуду, постирать бельё, помыть полы, убрать снег во дворе. Отец пытался уговорить жену взять Золушку с собой, но та лишь потуже затянула ему шарф. Лесничий соглашается с Мачехой оставить дочь дома. Он делится со зрителями своими мыслями («Если верить, что всё прекрасно»). Увидев, что Лесничий снял свой шарф, Мачеха кричит на него: «Дорогой, никогда не снимай этот шарф!»

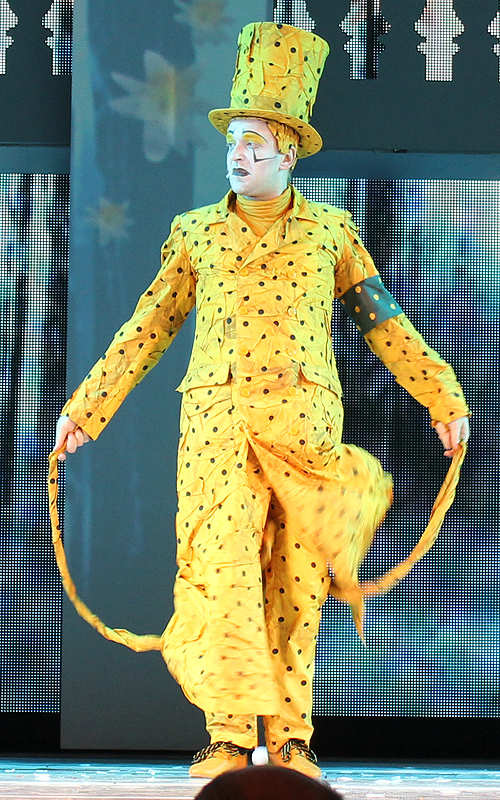
Евгений Вальц (Лесничий).

После отъезда членов семьи, появляется Крёстная с тыквой на ручной тележке. Девушка просит осуществить мечту: помочь попасть ей на Новогодний королевский бал. Крёстная отказывает. Она считает, что такой честной и трепетной девушке на подобном мероприятии делать нечего. Встречать новый год с Золушкой Крёстная тоже отказалась, но дала пару жизненных советов («Жизнь моя — борьба!»).
Оставшись одна, девушка собралась приняться за работу, но мыши, оказывается, уже всё сделали («Гимн мышей»). Помимо этого они одевают Золушку в починенное платье её матери и предоставляют карету, в которой все вместе отправляются на королевский бал («Лети, карета моя!»).

### Акт II
Церемониймейстер объявляет о начале Новогоднего королевского бала. Он также уведомляет публику, что ныне модными становятся стулья («Добро пожаловать на бал»). Гости собираются на бал и начинают веселье. Придворные наряжены в костюмы со стульями («Бал»). В парадном зале появляется и сам Король. Ему кажется, что бал скучен. Он сетует на свою нелёгкую судьбу и потерянную любовь («А я король! И что?»).
Тем временем на бал приезжают Золушка и мыши. Последние удаляются в нору, а девушка у парадного входа встречает сопротивление: без приглашения дворцовые охранники отказываются её пропускать. Пытаясь убедить их, что она достойна присутствовать на балу, Золушка танцует. В этот момент появляется Дровосек. Ему очень понравился её танец. Между двумя молодыми завязывается беседа, в процессе которой они понимают, что созданы друг для друга («С тобой рядом!»). Золушка возвращает Дровосеку перчатку и он уходит во дворец за своим отцом, но оставляет топор.

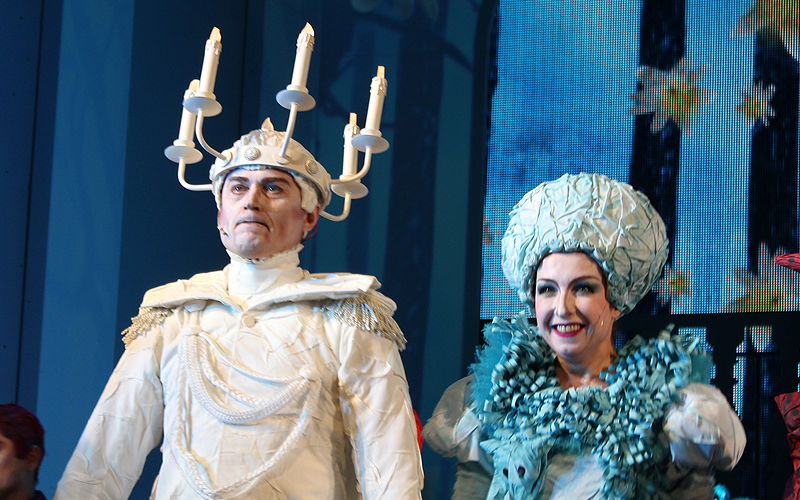
Андрей Гусев (Король) и Оксана Костецкая (Крёстная).

Королевский шут в своём монологе рассуждает о гостях бала («Баллада шута»), а Король скучает. Это замечает Мачеха. Она настоятельно предлагает женить принца на своих дочерях Снежанне и Изольде. Также рекомендует объявить соседним королевствам войну («Война»). Король на всё это даёт согласие. Появляется Дровосек, заявив о готовности жениться на любимой девушке. Когда выясняется, что этой девушкой является незнакомка на крыльце, а не Снежанна и/или Изольда, Король приказывает охранникам прогнать её. Не желая жениться не по любви, Дровосек пытается бежать, но его задерживают помощники Мачехи. В ситуацию вмешивается странная гостья бала в маске и с тыквой на ручной тележке. С третьего раза Король узнаёт в ней Анну — первую и единственную любовь всей своей жизни. Она пришла на бал с бомбой в тыкве, чтобы взорвать её: тем самым отомстить Королю за то, что он бросил её («Часы»). Становится известной истинная причина размолвки двух влюблённых много лет назад; у каждого в руках появляется по хрустальной туфельке («Дуэт Короля и Крёстной»). Чтобы избежать подобной ошибки в жизни Дровосека и его любимой девушки, все отправляются за незнакомкой. Получив отказ от прежних планов, Мачеха, Изольда, Снежанна и Лесничий уходят с бала.
Дворцовые охранники пытаются выполнить приказ Короля — прогнать Золушку («Охрана»). Они рассказывают Золушке, что Дровосек на самом деле принц, и он к ней не выйдет, так как, наверное, уже с какой-нибудь другой девушкой танцует на балу. Золушка им не верит, и лишь когда ей предоставили доказательства того, что Дровосек является принцем, девушка, расстроившись, уходит домой. Там уже были вернувшиеся с бала Лесничий, Изольда, Снежанна и Мачеха со своими помощниками. Семья выясняет, что той самой возлюбленной принца стала Золушка. Рассерженная Мачеха требует от Лесничего отправить девушку далеко в лес, и там оставить её. Отец, Снежанна и Изольда встают на защиту Золушки («Изгнание Золушки»), однако она убегает сама. Мачеха отправляет мужа за ней, чтобы тот проверил, что девушка сбежала именно в лес. Также велит привести Дровосека к ним в гости.
Дровосек и Лесничий независимо друг от друга ищут Золушку, которая ждала своего любимого на опушке в лесу. У девушки рухнули мечты и надежды, а Дровосек и Лесничий, встретившись, вновь вступили в бой, во время которого с отца Золушки слетает злополучный шарф («Мрак повсюду»).
Некоторое время спустя Золушку находят замёрзшей в лесу. В её смерти обвиняют Мачеху. Не получив ни от кого поддержки, она сбегает из Королевства. Дровосек прощается с Золушкой, целуя её в губы. Момент приходится ровно на полночь. Новогоднее волшебство возвращает девушку к жизни. Все радуются счастливому окончанию истории: Золушка и Дровосек женятся, Анна выходит замуж за Короля, а Изольда и Снежанна становятся жёнами шута. Дабы не пропадать бомбе-тыкве, Анна приводит её в действие... И жили все долго и счастливо, пока смерть не разлучила их («Будь собой!»).

## Персонажи
| Золушка            | Молодая девушка, дочь королевского Лесничего. Живёт с отцом, мачехой и сводными сёстрами. Дружит с мышиным народом. Любит, но не умеет танцевать (однако думает обратное). Мечтает попасть на королевский бал и станцевать с принцем.                   |
| Дровосек           | Молодой парень, скрывающий своё королевское происхождение. Мечтает о встрече с хорошей девушкой, которая бы полюбила его, не зная, что он принц. |
| Мачеха             | Властная и требовательная бизнесвумен и/или топ-менеджер. Стратег. Заколдовала королевского Лесничего, а Золушку использует в качестве прислуги. Сватает своих дочерей Изольду и Снежанну сыну Короля. Хочет развязать войну с соседними королевствами. |
| Изольда и Снежанна | Сиамские близнецы, сводные сёстры Золушки. Глуповатые. Любят спорить друг с другом. |
| Лесничий           | Охраняет Королевский лес от браконьеров. Завербован Мачехой Золушки. Считает своим священным долгом поймать браконьеров, поэтому хочет убить Дровосека за попытку срубить ёлку.                                                                         |
| Крёстная           | Крёстная мать Золушки. Она же Анна — первая и единственная любовь Короля. Авторитет криминального мира. Желает отомстить Королю, взорвав Королевство.                                                                                                   |
| Король             | Вдовец, отец Дровосека. |
| Король мышей       | Король Великого мышиного народа. Когда-то был спасён Золушкой от кота, за что ей безмерно благодарен. |
| Шут                | Придворный шут, развлекающий людей на королевском балу. |
| Церемониймейстер   | Руководитель королевского бала. |

## Актёрский состав
| Роль               | Артисты                                                                                        |
| ------------------ | ---------------------------------------------------------------------------------------------- |
| Золушка            | Ксения Ларина, Екатерина Новосёлова, Елизавета Пащенко                                         |
| Дровосек           | Денис Котельников, Иван Коряковский, Станислав Беляев (с ноября 2015), Вадим Дубровин (с 2022) |
| Мачеха             | Елена Моисеева, Анна Гученкова                                                                 |
| Крёстная           | Оксана Костецкая, Виктория Пивко                                                               |
| Лесничий           | Андрей Вальц, Евгений Вальц                                                                    |
| Изольда            | Карина Арбельяни, Татьяна Батманова                                                            |
| Снежанна           | Виктория Пивко, Юлия Вострилова                                                                |
| Король             | Максим Заусалин, Андрей Гусев                                                                  |
| Шут/Мышиный король | Марат Абдрахимов, Роман Аптекарь                                                               |
| Церемониймейстер   | Иван Латушко, Рустам Абдрашитов                                                                |

## Музыка

### Музыкальные партии
| Акт I - «Увертюра» – Оркестр - «Зимний лес» – Ёлки - «Ария Дровосека» – Дровосек - «Вальс Золушки» – Золушка и мышиный народ - «Дуэт сестёр» – Снежанна и Изольда - «Стратегия» – Мачеха - «Если верить, что всё прекрасно» – Лесничий - «Жизнь моя — борьба!» – Крёстная - «Гимн мышей» – Мышиный народ - «Лети, карета моя!» – Золушка и мышиный народ | Акт II - «Добро пожаловать на бал» – Церемониймейстер - «Бал» – Ансамбль - «А я король! И что?» – Король - «С тобой рядом!» – Золушка и Дровосек - «Баллада шута» – Шут - «Война» – Мачеха, Король и ансамбль - «Часы» – Все - «Дуэт Короля и Крёстной» – Король и Крёстная - «Охрана» – Дворцовые охранники - «Изгнание Золушки» – Мачеха, Лесничий, Снежанна и Изольда - «Мрак повсюду» – Золушка, Дровосек и Лесничий - «Будь собой!» – Все |

### Оркестр
В оркестре мюзикла используется двадцать инструментов: четыре скрипки, две виолончели, два альта, ударная установка, труба, кларнет, саксофон, два тромбона, две гитары, бас-гитара, три синтезатора (клавишный I, клавишный II, клавишный III). Главный дирижёр — Сергей Иньков, дирижёр — Арсентий Ткаченко, ассистент дирижёра — Жанна Кудрявцева, музыкальный руководитель — Татьяна Солнышкина. Над оркестровкой работали Александр Троицкий, Константин Дусенко и Сергей Макеев.

### Саундтрек
Выход оригинального саундтрека мюзикла «Всё о Золушке» на CD состоялся 20 сентября 2015 года, а цифровой версии — 25 сентября. Выпуск произведён компанией «М2БА». В альбом вошли 15 композиций. Их звучание несколько отличается от представленного в спектакле. Это сделано для того, чтобы познакомить зрителей мюзикла с первоначальной задумкой участников группы «СЛОТ», которые обрабатывали музыку Раймонда Паулса и дописали несколько песен для постановки.
| №   | Название                         | Текст песни   | Исполнитель                              | Длительность |
| --- | -------------------------------- | ------------- | ---------------------------------------- | ------------ |
| 1.  | «Увертюра» (score)               |               |                                          | 2:54         |
| 2.  | «Ария Дровосека»                 | Сергей Плотов | Денис Котельников                        | 3:26         |
| 3.  | «Вальс Золушки»                  | Сергей Плотов | Ксения Ларина                            | 3:04         |
| 4.  | «Дуэт Сестёр»                    | Сергей Плотов | Татьяна Батманова и Виктория Пивко       | 3:08         |
| 5.  | «Стратегия»                      | Сергей Плотов | Елена Моисеева                           | 4:59         |
| 6.  | «Если верить, что всё прекрасно» | Сергей Плотов | Андрей Вальц                             | 3:26         |
| 7.  | «Жизнь моя — борьба!»            |               | Оксана Костецкая                         | 3:28         |
| 8.  | «Гимн Мышей»                     | Сергей Плотов | Марат Абдрахимов и ансамбль              | 2:34         |
| 9.  | «Лети, карета моя!»              | Сергей Плотов | Екатерина Новосёлова и ансамбль          | 2:02         |
| 10. | «Бал»                            | Дмитрий Быков | Ансамбль                                 | 3:55         |
| 11. | «А я король! И что?»             | Сергей Плотов | Максим Заусалин                          | 4:02         |
| 12. | «С тобой рядом!»                 |               | Екатерина Новосёлова и Денис Котельников | 4:24         |
| 13. | «Баллада Шута»                   |               | Марат Абдрахимов                         | 2:57         |
| 14. | «Часы»                           | Дмитрий Быков | Все                                      | 3:00         |
| 15. | «Будь собой!»                    | Сергей Плотов | Все                                      | 3:55         |

## Постановки
| Город (страна)   | Компания            | Театральная площадка | Дата открытия | Дата закрытия | Кол-во спектаклей   |
| ---------------- | ------------------- | -------------------- | ------------- | ------------- | ------------------- |
| Москва* (Россия) | АНО «Театр мюзикла» | «Театр мюзикла»      | 22.10.2014    | в прокате     | 134 (на 01.05.2016) |

(*) — прокат блочного типа.

## Реакция

### Отзывы критиков
В целом мюзикл «Всё о Золушке» получил положительные отзывы.
Сусанна Альперина из «Российской газеты»: «Что увидят и услышат дети? Музыку Раймонда Паулса. Уже ради этого следует вести их на спектакль — чтобы объяснить, кто такой Маэстро. Ещё они увидят красочное представление с героями в ярких костюмах, оформленное вполне привычным для современных детей образом». Она также отметила: «Если бы давали приз за самую актуальную сказку всех времён и народов, он без сомнения ушёл бы Золушке».
Рецензент из интернет-издания «Газета.Ru», назвав постановку «гоп-спектаклем» (от слова гопники), негативно отозвалась о либретто, сюжете, текстах песен и самой музыке: «Этому мюзиклу вообще-то только кажется, что он иронизирует над гопотой, шансоном и прочими необходимыми элементами сегодняшней жизни. Потому что со зрителями он разговаривает именно на их языке, иногда звучащем искусственно, а иногда — как родной. <...> Не помогает и музыка Раймонда Паулса: элегантно-салонная партитура не преподносит ни одной запоминающейся мелодии». Однако она отметила хорошие данные труппы: «Честно работают актёры: голосистая Ксения Ларина в главной роли, чувствующий интонацию и умеющий не только петь, но и играть Денис Котельников в роли принца, мгновенно меняющий роли Марат Абдрахимов и комический дуэт Карина Арбельяни — Виктория Пивко в ролях сестричек».
Анатолий Вейценфельд, обозреватель «Music Box», высоко оценил постановку. Особенно сценографию: «Здесь всё на очень достойном уровне — и конкретные декорации конкретных сцен, и их динамическая смена, и современное решение с применением телевизионных панелей на заднике».

### Зрители
Публика мюзикл «Всё о Золушке» приняла хорошо. Зрительская оценка на сайте журнала «Афиша» по результатам 112 голосов составляет 4,6 звезды из 5 (по данным на 3 мая 2016 года). Из 110 рецензий к отрицательным и нейтральным относятся только 9, остальные 101 — положительные.

## Интересные факты
- Парик Золушки весит более двух килограммов[21].
- На протяжении всего спектакля Золушка по сцене ходит босиком. Лишь перед занавесом второго акта Дровосек обувает её в туфли, которые предоставили ему Король и Анна (Крёстная).
- Место действия сюжета — Москва. Об этом говорит карта Московского метрополитена, расположенная на соответствующем месте в вагоне поезда, на котором семья Золушки добирается на бал. На обратном пути вместо карты зритель видит постер мюзикла «Всё о Золушке».

## Награды и номинации
| Год  | Премия          | Категория                           | Номинант                          | Результат |
| ---- | --------------- | ----------------------------------- | --------------------------------- | --------- |
| 2016 | «Золотая маска» | Лучший мюзикл                       | Всё о Золушке                     | Номинация |
| 2016 | «Золотая маска» | Лучшая работа режиссёра             | Олег Глушков                      | Номинация |
| 2016 | «Золотая маска» | Лучшая женская роль в мюзикле       | Оксана Костецкая за роль Крёстной | Победа    |
| 2016 | «Золотая маска» | Лучшая женская роль в мюзикле       | Елена Моисеева за роль Мачехи     | Номинация |
| 2016 | «Золотая маска» | Лучшая работа композитора           | Раймонд Паулс                     | Номинация |
| 2016 | «Золотая маска» | Лучшая работа дирижёра в мюзикле    | Сергей Иньков                     | Номинация |
| 2016 | «Золотая маска» | Лучшая работа художника по костюмам | Ольга Мария-Тумакова и Вадим Воля | Номинация |